# 워싱턴 스퀘어 플레이어스

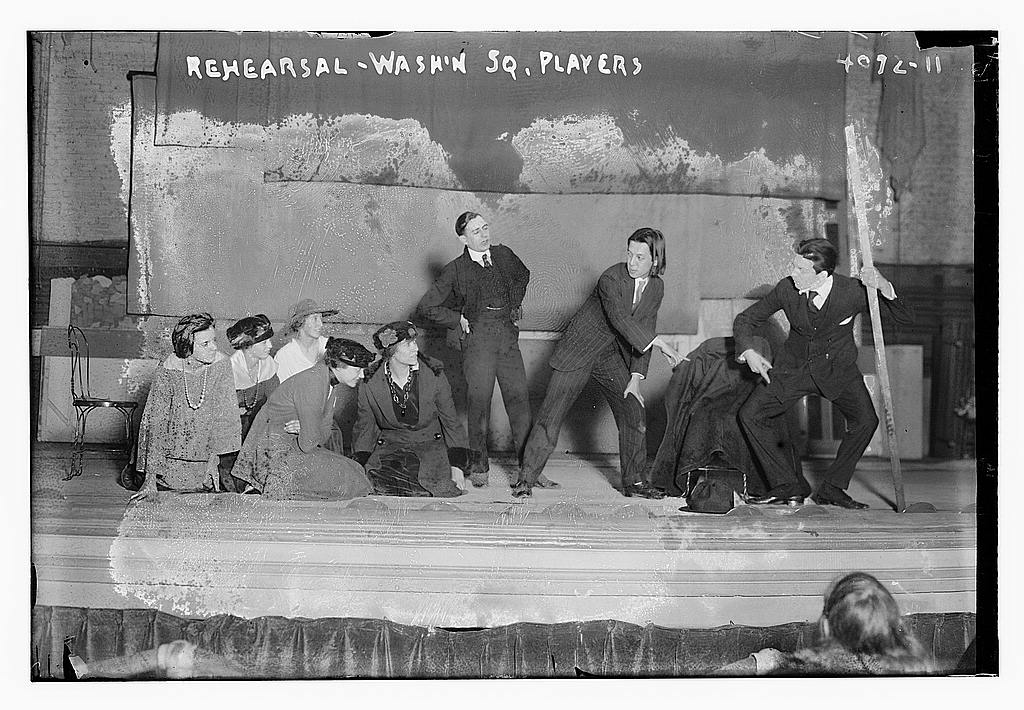

워싱턴 스퀘어 플레이어즈(Washington Square Players)는 프로빈스타운 플레이어즈와 병행하여, 역시 미국의 그리니치 빌리지에서 1915년에 미국 작가를 주체(主體)로 해서 탄생한 극단이다.
영국의 극작가인 버나드 쇼와 맺어져, <메듀셀러로 돌아가라>라든가, <성녀 존>의 초연을 행하여 세계적인 뜻을 갖는 작업을 성취하였다. 1918년에는 이것이 시어터 길드(Theater guild)라는 명칭으로 변경되어 특히 20년대에 큰 활약을 하였다. 영국이 영어라는 언어를 가진 것이 미국에서는 큰 행운이었던 것이다. 또한 당시의 영국 연극은 당시의 첨단을 달리는 1급품이었다. 그러한 좋은 작품을 번역이라는 그야말로 귀찮고 불가해하고 불유쾌한 작업을 통하지 않고, 직접 무대에 무대화할 수 있었다는 사실은 빠른 진보를 가져오고, 연극의 실체를 명확히 파악하는 데 큰 도움이 되었다. 별로 전통이 오래지 않은 미국의 연극이 착실하게 일반연극 속으로 침투할 수 있었던 것은 번역작업을 필요로 하지 않는 부분이 있었기 때문이다. 물론 주로 아일랜드계(系)의 배우가 이 나라로 이주하여 정착한 사실도 그 요인으로 생각해야 하겠지만, 신극운동 즉 근대극이 지난날의 이른바 '웰 메이드'극(劇)을 대신하여 재빨리 연극의 주류가 된 사실에는 정말 놀라운 것이 있다.
'길드 시어터'의 활동을 보면 당시의 선진문화국의 진보적인 연극활동의 흡수에 전력을 기울였다는 것을 알 수 있다. 즉 표현파에서 시작, 모르나르극으로, 그리고 웰펠을 상연하는 등 그 활약이 대단했는데, 다만 흠이 있었다면 지나치게 연극의 표현기술에만 중점을 둔 경향이 있었다는 점이다. 그러나 20년대의 말기에 길드가 당시 미국 최대의 극작가인 유진 오닐의 신작을 상연함에 이르러, 작품과 실제행동이 밀착하여 미국 연극은 완성기를 맞았다고 할 수 있다. 그래서 30년대의 사상적 변동기를 맞게 되는 것이다. 이 때의 길드는 내부 청년들의 요망에 응하고, 이를 지원하여 그룹 시어터의 탄생을 보게 되었다.